# Refrigerent
Refrigerentul este un instrument folosit adesea în laboratoare (în general de sinteză organică) pentru răcirea și/sau condensarea unor specii chimice prezente sub formă de gaz. Se folosesc în marea majoritate pentru recuperarea unor lichide (lichidul care se separă se numește distilat) în timpul unui proces de separare numit distilare, sau se mai pot folosi pentru refluxare, când nu se dorește eliminarea gazelor ci recircularea acestora.

## Tipuri

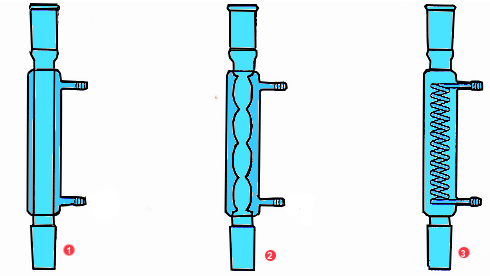
Reprezentare a celor trei tipuri de refrigerente utilizate frecvent în laborator:
(1) - Refrigerent drept Liebig
(2) - Refrigerent cu bule Allihn
(3) - Refrigerent cu serpentină Graham

Refrigerentul drept Liebig
este folosit pentru distilarea simplă, și poate fi menținut în poziție cvasi-orizontală (pentru a se permite coborârea lichidului spre vasul de colectare). La instalația de distilare simplă se pot adăuga diverse elemente, precum o alonjă pentru a lega refrigerentul de un vas de colectare (balon, vas Erlenmeyer).
Refrigerentul cu bule Allihn
este folosit pentru încălzirea cu refluxare, prin care se evită pierderile de solvent din vasul (balonul) de reacție.
Refrigerentul cu serpentină Graham
este folosit adesea ca și element în cadrul unui evaporator rotativ.